# Metamorfose

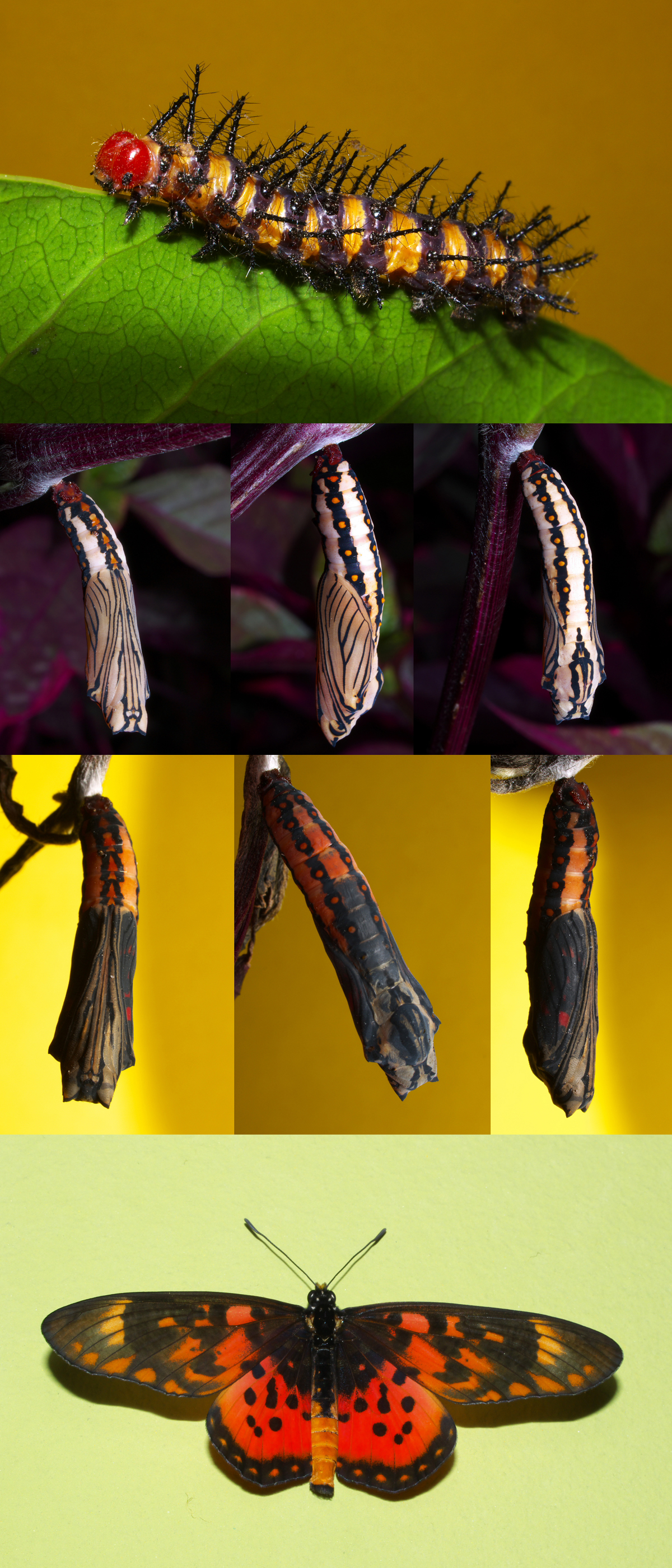
Metamorfose do inseto holometábolo Acraea zetes

Em biologia, metamorfose é um processo de desenvolvimento pós embrionário (após o nascimento ou eclosão do ovo) que ocorre em diversos grupos de metazoários (animais). Geralmente envolve uma transformação rápida e conspícua a partir de uma larva para um estágio larval subsequente ou para um indivíduo adulto - que pode ser jovem ou sexualmente maduro. Esta transformação é geralmente induzida por sinais ambientais como por exemplo luz ou temperatura e mediada por hormônios característicos. A transformação de uma larva para um adulto engloba mudanças de hábitat, alimentação e comportamentais. Animais que apresentam este padrão de ciclo de vida possuem desenvolvimento indireto, diferente de mamíferos (gatos, cachorros, humanos), por exemplo, que apresentam desenvolvimento direto.

## Etimologia
A palavra metamorfose vem do grego μεταμόρφωσις (metamórṗhosis, "transformação"), formada pelos radicais μετα- (prefixo meta-), "além" + μορφή (sufixo -morfo), "forma".

## Animais que apresentam metamorfose
Diversos grupos animais apresentam desenvolvimento indireto com estágios larvais. Entre eles estão os Poríferos (esponjas), Cnidários (corais, águas-vivas), Platyhelminthes (vermes achatados parasitas), Moluscos (caracóis, lesmas), Anelídeos (poliquetas), Artrópodes (insetos, crustáceos), Equinodermos (ouriços-do-mar) e Cordados (hemicordados, anfioxos, ascídias e vertebrados).
Dois grupos de animais que foram amplamente estudados e seu processo de metamorfose foi elucidado são os insetos e anfíbios (sapos e salamandras)

## Metamorfose em insetos

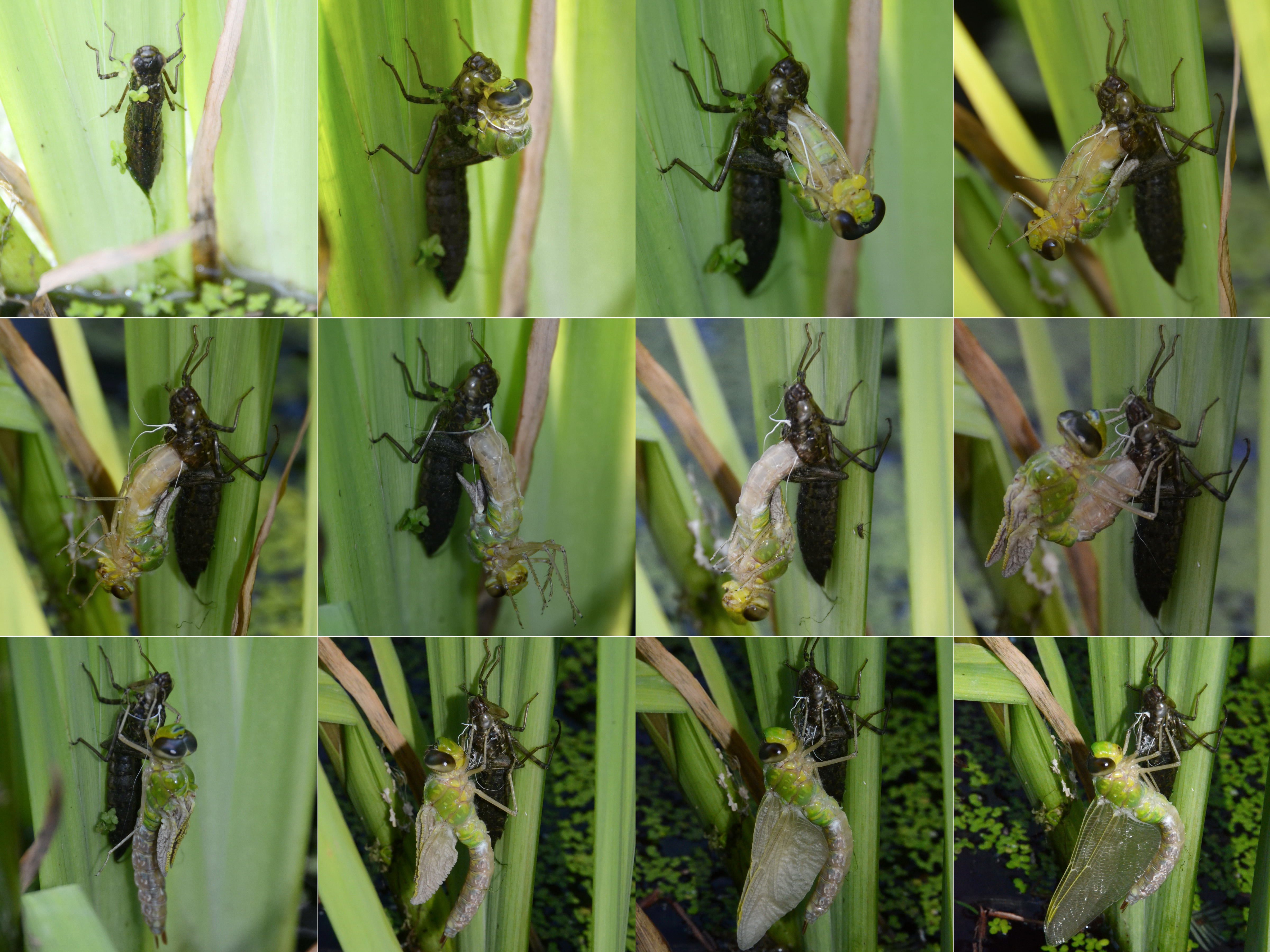
Metamorfose de uma libélula, um inseto hemimetábolo

Todos os insetos podem ser classificados de acordo com 3 categorias:
- Ametábolos: Insetos que não apresentam larva portanto possuem desenvolvimento direto, onde uma ninfa eclode do ovo com todas as estruturas do indivíduo adulto e apenas cresce em tamanho (a = negação; metábolo = mudança)
- Hemimetábolos: Insetos que apresentam um tipo de metamorfose gradual onde as asas e gônadas vão se desenvolvendo ao longo das sucessivas mudas até atingir um estágio adulto sexualmente maduro (hemi = metade)
- Holometábolos: Insetos que apresentam metamorfose propriamente dita, ou seja, estágios larvais e após o último, se transformam rapidamente em um indivíduo adulto sexualmente maduro com asas, gônadas e outras estruturas características de um indivíduo adulto sexualmente maduro (holos = total)

O crescimento dos insetos é bastante diferenciado em relação à maioria dos animais. Insetos não apresentam crescimento contínuo, uma vez que são recobertos por um exoesqueleto rígido de quitina. O crescimento deles ocorre de forma modular, através de sucessivos estágios de muda (ou ecdise), quando ocorre a troca do exoesqueleto quitinoso. Os estágios larvais dos insetos holometábolos portanto, ocorrem entre as mudas, e estes estágios entre mudas são denominados instares larvais. Após o último instar larval ocorre o encasulamento numa pupa. Este é um estágio dormente no qual ocorre a degradação de estruturas larvais e o desenvolvimento acelerado de estruturas características de um indivíduo adulto sexualmente maduro. Estas estruturas são formadas a partir dos discos imaginais e histoblastos (células ainda não diferenciadas) presentes na larva. Ao fim deste desenvolvimento acelerado, o inseto adulto emerge do casulo, completando o processo de metamorfose.
Conforme figura abaixo e acima,  um exemplo de metamorfose osmatica ou asmática acontece uma reação microbiótica,  onde uma libélula inside sua energia através de uma energia radiante existente onde assim a vida se transforma naturalmente,  alguns estudos dizem que fatores unicamente externo colaboram para que o vivíparo pai ou mãe gera um único filho ou dois a partir de um somente, através da luz ou de sua própria e exclusivamente força magnética. Esta transformação também é conhecida como Metabulose, as células Isotônicas assumem corpo, estado e reação metaquímica.

### Regulação dos processos de muda e metamorfose

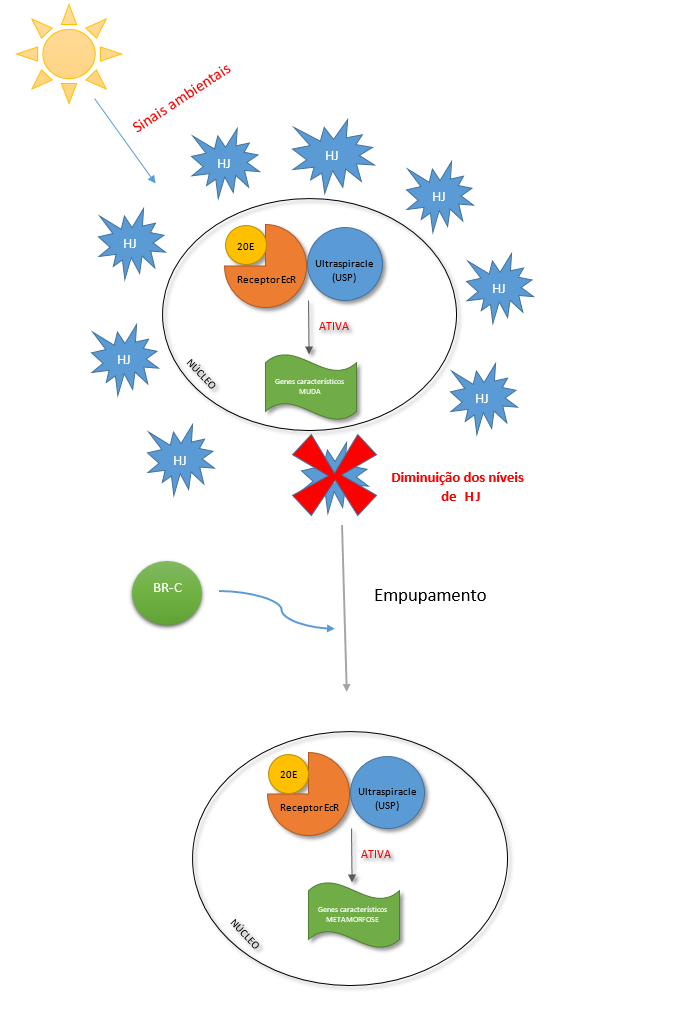
Representação esquemática do controle genético dos processos de muda e metamorfose em insetos. HJ: Hormônio juvenil; BR-C: Fator de transcrição Broad Complex; 20E: 20-hidroxiecdisona; EcR: Receptor de ecdisona

Os processos de muda e metamorfose em insetos são mediados por dois hormônios principais: 20-hidroxiecdisona (20E; forma ativa da ecdisona) e o hormônio juvenil. A 20E se liga a um receptor nuclear denominado EcR (Ecdisone Receptor) que forma um heterodímero com a proteína nuclear ultraspiracle (USP; ortólogo da proteína nuclear RXR de anfíbios). Este heterodímero atua como um fator de transcrição, ativando genes relacionados com mudanças celulares características da muda e metamorfose.
O hormônio juvenil é produzido pelos corpora allata (glândula) e é responsável por manter o organismo em seus estágios larvais entre mudas. O hormônio juvenil induz a produção de proteínas características da larva e fatores de transcrição que inibem genes necessários para o processo de metamorfose. Quando chega a hora de realizar a muda, sinais ambientais ativam células neurosecretoras que produzem neuro-hormônio protorácico ou PTTH (prothoracicotropic hormone). Este hormônio, por sua vez, quando liberado na hemolinfa estimula a produção de ecdisona pela glândula protorácica. A ecdisona é então transformada em 20E. Quando a concentração desta supera a concentração de hormônio juvenil, ocorre o processo de muda.
No último instar larval, um pico de 20E em conjunto com uma queda do hormônio juvenil estimula o processo de empupamento. A queda do hormônio juvenil possibilita expressão dos fatores de transcrição Broad Complex (BR-C) que estão intimamente relacionados com as características e proteínas necessárias para o estágio pupal, assim como para a inibição de genes característicos do adulto. Enquanto ocorre a morfogênese dos discos imaginais e histoblastos (que darão origem aos tecidos adultos dentro da pupa), o hormônio juvenil presente na hemolinfa é degradado até seu esgotamento e os níveis de BR-C caem gradualmente. A ausência de hormônio juvenil e queda dos níveis de BR-C, em conjunto com a presença de 20E sinaliza ao indivíduo adulto a emergir da pupa.

### Alguns exemplos de insetos que sofrem metamorfose
| \| \| \| \| \| \| \| \| \| \| \| \| \| \| \| Inseto | Ovo     | Larva       | Pupa               | Adulto    |
| --------------------------------------------------- | ------- | ----------- | ------------------ | --------- |
| Mosca Varejeira                                     | 1 dia   | 8 dias      | 9 dias             | 35 dias   |
| Joaninha                                            | 4 dias  | 18 dias     | 15 dias            | 9 meses   |
| Borboleta                                           | 14 dias | 1 mês       | 14 dias            | 2 meses   |
| Cigarra                                             | 1 mês   | 1-17 anos   | estado inexistente | 2 meses   |
| Efémera                                             | 1 mês   | 3 anos      | estado inexistente | 1 dia     |
| Barata                                              | 1 mês   | 3 meses     | estado inexistente | 9 meses   |
| Libélilia/Libélula                                  | 90 dias | Instantânea | 30/45 dias         | 2 semanas |
|                                                     |         |             |                    |           |
|                                                     |         |             |                    |           |
|                                                     |         |             |                    |           |
|                                                     |         |             |                    |           |

## Metamorfose em anfíbios

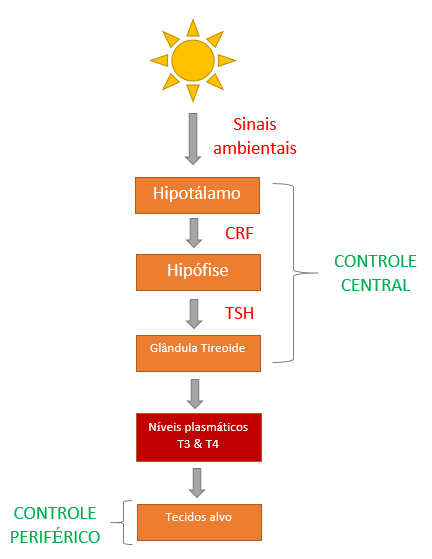
Representação esquemática do controle hormonal de metamorfose em anfíbios. CRF: Corticotropin Releasing Factor; TSH: Thyroid Stimulating Hormone

Uma das principais características dos anfíbios é a capacidade de realizar metamorfose, possibilitando a transição destes organismos de um meio aquático (hábitat de girinos) para um ambiente predominantemente terrestre (habitat de sapos ou salamandras).

Representação esquemática do processo de metamorfose em anuros (sapos)

As mudanças morfológicas mais evidentes na transformação do girino para o sapo são o desaparecimento da cauda e das brânquias e surgimento dos membros. Também ocorre a mudança da posição dos olhos, que são laterais nos girinos, permitindo a visão panorâmica necessária para fugir de predadores, e passam para a frente da cabeça nos sapos, que possibilitam a visão binocular, essencial para comportamentos predatórios.

O início da metamorfose neste grupo se dá pela produção de hormônio tiroxina (T4) pela glândula tireóide do girino. Este hormônio é transformado na forma ativa tri-iodotironina (T3) nos tecidos alvo. As células podem responder ao T3 de 4 formas: crescimento, morte, remodelamento e reespecificação, de acordo com o tipo e a concentração do receptor hormonal presente nas células.

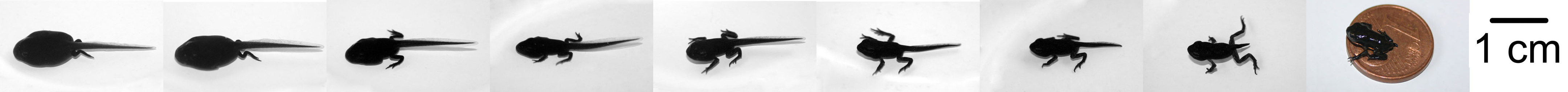
Metamorfose do sapo Bufo bufo

### Receptores de hormônio da tireóide e controle da metamorfose
De acordo com pesquisas realizadas em Xenopus laevis (organismo modelo), há dois tipos de receptores de hormônios da tireóide (TR; Thyroid Receptors): TRα e TRβ. O TRα  está amplamente distribuído pelos tecidos mesmo antes da metamorfose. Já o TRβ é produto dos hormônios circulantes que ativam a metamorfose, e aumentam em concentração ao decorrer do processo.
Assim como na metamorfose dos insetos, em anfíbios, a ativação dos genes necessários para as transformações ocorre através de fatores de transcrição. O principal fator de transcrição é o dímero formado por duas proteínas nucleares: o TR (acoplado a T3 ou T4, a depender do tecido) e RXR (ortólogo à USP de insetos). Quando os hormônios não estão acoplados aos receptores, o dímero atua como um repressor dos genes essenciais para a metamorfose, mantendo o estágio de girino.